# Embid de Ariza
Embid de Ariza – gmina w Hiszpanii, w prowincji Saragossa, w Aragonii, o powierzchni 41,26 km². W 2011 roku gmina liczyła 52 mieszkańców.